# بير مورتن كريستيانسن
بير مورتن كريستيانسن (بالنرويجية البوكمول: Per Morten Kristiansen)‏ هو لاعب كرة قدم نرويجي، ولد في 14 يوليو 1981 في ساربسبورغ في النرويج. شارك مع Norway national under-15 association football team ‏ ومنتخب النرويج تحت 17 سنة لكرة القدم ومنتخب النرويج تحت 19 سنة لكرة القدم ومنتخب النرويج تحت 21 سنة لكرة القدم. أما مع النوادي، فقد لعب مع نادي فريدريكستاد ونادي هاوغسوند.

## وصلات خارجية
- بير مورتن كريستيانسن على موقع اتحاد النرويج (النرويجية)
- بير مورتن كريستيانسن على موقع قاعدة بيانات كرة القدم.إي يو (الإنجليزية)
- بير مورتن كريستيانسن على موقع Soccerway.com (الإنجليزية)